# Olmediella
Genre
Olmediella est un genre de plantes à fleurs qui fut auparavant classé dans la famille des Flacourtiaceae, et désormais dans la famille des Salicaceae.   

## Liste d'espèces
Selon (entre autres) NCBI (7 déc. 2012), il n'y aurait qu'une seule espèce dans ce genre :
- Olmediella betschleriana